# 權娜拉
權娜拉（： Gwon Na-ra */?，1991年3月13日—）韓國女演員、歌手。本名權我潤（： Gwon A-yun）。曾為韓國女子團體Hello Venus成員，隊內擔當副唱、門面。

## 演藝經歷
中學時，娜拉成為了Fantagio娛樂的練習生。作為創始成員加入了女子團體Hello Venus，並以藝名「娜拉」加入該組合。2012年5月9日，推出首張迷你專輯《Venus》，Gaon音樂榜上排名第33名。
2016年上半年開始，除了歌手活動外，也以演員、模特兒、文宣大使等身分活躍。除了團體的活動外，娜拉還客串了《拜託了，機長》第20集的空姐角色。2017年，在浪漫喜劇《奇怪的搭檔》中首次扮演重要角色。2018年，參演情節劇《我的大叔》、法律劇《致親愛的法官大人》。
2019年，首次在KBS的醫療監獄劇《監獄醫生》中擔任主角。5月6日，Hello Venus出道7周年兼最後一次粉絲見面會。5月8日，與Fantagio的專屬合約到期，結束了7年的歌手活動。6月，與A-MAN project簽約，專心演員之路。
2020年，主演基於同名Webtoon的電視劇《梨泰院Class》。該劇在商業上取得了成功，成為當時有線電視史上收視率第七高的韓劇。她還出演了歷史喜劇《暗行御史：朝鮮秘密搜查團》中的洪多仁，美貌堪比黃真伊的妓生。
2022年6月2日，C-JeS娛樂宣布與娜拉簽訂專屬合約。

## 影視作品

### 電視劇
| 年份   | 電視台／平台 | 劇名                         | 角色       | 備註   |
| ------ | ------------ | ---------------------------- | ---------- | ------ |
| 2012年 | SBS          | 《拜托了，機長》             | 空服員     |        |
| 2014年 | tvN          | 《需要浪漫3》                | 電台嘉賓   | 客串   |
| 2014年 | MBC          | 《心懷叵測的恢單女》         | 宋希的朋友 | 客串   |
| 2014年 | 搜狐视频     | 《放學後福不福2》            | 宋珠熙同學 | 網路劇 |
| 2016年 | SBS          | 《戲子》                     | 宋熙       | 客串   |
| 2017年 | SBS          | 《奇怪的搭檔》               | 車宥靜     | 主演   |
| 2018年 | tvN          | 《我的大叔》                 | 崔宥拉     |        |
| 2018年 | SBS          | 《致親愛的法官大人》         | 朱恩       | 主演   |
| 2019年 | KBS2         | 《監獄醫生》                 | 韓素錦     | 主演   |
| 2020年 | JTBC         | 《梨泰院Class》              | 吳秀娥     | 主演   |
| 2020年 | KBS2         | 《暗行御史：朝鮮秘密搜查團》 | 洪多仁     | 主演   |
| 2021年 | tvN          | 《不可殺：永生之靈》         | 閔相沄     | 主演   |
| 2024年 | ENA          | 《夜限照相馆》               | 韩春       | 主演   |
| 待公布 | Disney+      | 《山寨人生》                 | 文宥彬     |        |

### 電影
- 《Mr. Wacky》（생날선생；2006年5月25日）－客串
- 《少女的世界》（소녀의 세계；2016年12月3日）－飾 荷男

### MV
| 年份   | 歌名           | 歌手           | 備註 |
| ------ | -------------- | -------------- | ---- |
| 2012年 | 對不起，對不起 | 金振彪、G.NA   |      |
| 2013年 | 朋友的故事     | San E          |      |
| 2014年 | 討厭首爾       | 2000 Won       |      |
| 2015年 | Driving        | A.cian         |      |
| 2017年 | 讓人流淚       | 鄭承煥、李詩恩 |      |

### 綜藝節目
| 年份 | 播放頻道 | 節目名稱 | 備註                                    |
| ---- | -------- | -------- | --------------------------------------- |
| 2022 | TVING    | 青春MT   | 固定出演，以《梨泰院Class》主演身份參與 |

## 提名及獲獎紀錄
| 年份 | 頒獎典禮            | 提名獎項                      | 作品                         | 結果 |
| ---- | ------------------- | ----------------------------- | ---------------------------- | ---- |
| 2017 | 第24屆SBS演技大獎   | 女子新人獎                    | 《奇怪的搭檔》               | 提名 |
| 2018 | 第13屆Soompi Awards | 女子配角獎                    | 《奇怪的搭檔》               | 提名 |
| 2018 | 第25屆SBS演技大獎   | 女子新人獎                    | 《致親愛的法官大人》         | 提名 |
| 2019 | 第55屆百想藝術大獎  | 電視部門 女子新人演技獎       | 《我的大叔》                 | 提名 |
| 2019 | 第12屆韓國電視劇節  | 女子新人獎                    | 監獄醫生                     | 獲獎 |
| 2019 | 第33屆KBS演技大獎   | 女子新人獎                    | 監獄醫生                     | 獲獎 |
| 2019 | 第33屆KBS演技大獎   | 迷你電視劇部門 女子優秀演技獎 | 監獄醫生                     | 提名 |
| 2019 | 第33屆KBS演技大獎   | 女子網絡人氣獎                | 監獄醫生                     | 提名 |
| 2020 | 第56屆百想藝術大獎  | 電視部門 女子助演獎           | 《梨泰院Class》              | 提名 |
| 2021 | 第35屆KBS演技大獎   | 迷你系列劇部門 女子優秀演技獎 | 《暗行御史：朝鮮秘密搜查團》 | 獲獎 |

## 外部連結
- 權娜拉的Instagram帳戶
- 權娜拉在NAVER上的资料
- 權娜拉在Daum上的资料
- 權娜拉在韩国电影数据库（KMDb）上的資料（韓語）
- 權娜拉在互联网电影资料库（IMDb）上的資料（英文）
- 權娜拉在HanCinema的頁面（英文）
- 權娜拉在豆瓣上的资料（简体中文）